# Stanisławów (województwo świętokrzyskie)
Stanisławów – wieś w Polsce położona w województwie świętokrzyskim, w powiecie koneckim, w gminie Fałków.
W latach 1975–1998 miejscowość położona była w województwie piotrkowskim.
W 2011 miejscowość zamieszkiwało 56 osób.
Wierni Kościoła rzymskokatolickiego należą do parafii Nawiedzenia Najświętszej Maryi Panny i św. Mikołaja w Czermnie.